# Pianepsie
Le Pianepsie  (in greco antico: Πυανέψια?, Pyanépsia)  erano un'antica festa religiosa ateniese in onore di Apollo, che si celebrava il 7º giorno del mese di Pianepsione con l’offerta al dio di fave cotte, in ricordo del cibo mangiato dai ragazzi salvati a Creta da Teseo.
Durante la festa si cuocevano, in adempimento al voto fatto da Teseo ad Apollo, le fave insieme ad altri legumi in ricordo del cibo consumato dai fanciulli ateniesi appena sbarcati in Attica, sani e salvi con l'eroe di ritorno da Creta.